# Банат, Бачка и Барања
Банат, Бачка и Барања је био назив за покрајину, која је постојала у саставу Краљевине Србије и Краљевине Срба, Хрвата и Словенаца од новембра 1918. до 1922. године. Покрајина је имала сопствене органе власти (владу и скупштину), а укључивала је географске регионе Банат, Бачку и Барању. Административно седиште покрајине био је Нови Сад.

## Име
Службено име покрајине, које је користила покрајинска влада (народна управа), било је „Банат, Бачка и Барања“, али се незванично користио и назив "Војводина".

## Историја
После пропасти Аустроугарске монархије октобра 1918. године, регионе Банат, Бачку и Барању посела је војска Краљевине Србије. Фактичку управу над овим подручјима преузели су месни војвођански Срби, а на челу ове управе налазио се Српски Народни Одбор из Новог Сада.
Дана 25. новембра 1918. године, сазвана је Велика народна скупштина Срба, Буњеваца и осталих Словена у Банату, Бачкој и Барањи, која је прогласила присаједињење ових региона Краљевини Србији (на скупштини је било укупно 757 делегата, од којих 578 Срба, 84 Буњевца, 62 Словака, 21 Русин, 6, Немаца, 3 Шокца, 2 Хрвата и 1 Мађар), а 1. децембра 1918. године, Краљевина Србија се ујединила са Државом Словенаца, Хрвата и Срба, да би формирала Краљевину Срба, Хрвата и Словенаца.
Велика народна скупштина од 25. новембра није само прогласила присаједињење Баната, Бачке и Барање Краљевини Србији, већ је, такође, донела одлуку о формирању покрајинске управе (владе и скупштине) у овим регионима. Покрајинска влада је званично названа „Народна управа за Банат, Бачку и Барању“, а за њеног председника изабран је др. Јован Лалошевић, док је покрајинска скупштина званично названа „Велики народни савет“, за чијег је председника изабран др. Славко Милетић.
Иако је влада у Београду прихватила одлуку о присаједињењу Баната, Бачке и Барање Краљевини Србији, она није званично признала Народну управу, која је управљала овим подручјима све до 11. марта 1919. године, када је одржала своју последњу седницу. Власт Народне управе простирала се не само у оним деловима Баната, Бачке и Барање који су на мировној конференцији признати као део Краљевине Срба, Хрвата и Словенаца, већ у свим деловима ових региона, које је контролисала војска Краљевине Србије од новембра 1918. године, укључујући и делове који данас припадају Румунији и Мађарској.
Иако од 1919. године Народна управа Баната, Бачке и Барање није била активна, ова територија је званично чинила једну од покрајина Краљевине Срба, Хрвата и Словенаца, све до поделе земље на области 1922. године.

## Административна подела
Покрајина се административно делила на жупаније. 3. децембра 1918. године, Народна управа је именовала велике жупане за следеће области:
- Торонталску жупанију
- Бачко-бодрошку жупанију
- Тамишку жупанију (са деловима Карашко-северинске жупаније)
- Град Бају и Барању

Дана 15. јануара 1919. године, именовани су посебни велики жупани за следеће две области:
- Барању (са деловима Толне и Шомођа)
- Град Бају (са околином)

Након разграничења са Румунијом, у Банату је формирана Торонталско-тамишка жупанија, а 1920. године цело подручје Баната, Бачке и Барање било је подељено на три жупаније:
- Барањску
- Бачко-бодрошку
- Торонталско-тамишку

Након разграничења са Мађарском, формирана је Бачко-барањска жупанија, па је 1921. године подручје Баната, Бачке и Барање било подељено на две жупаније:
- Бачко-Барањску
- Торонталско-тамишку (односно Банатску)

## Становништво
Иако су Срби, Буњевци и други Словени насељавали већи део покрајине, они су живели помешано са Румунима, Мађарима и Немцима, тако да је етнички састав ове територије био веома сложен. После успостављања коначних државних граница на мировној конференцији, у деловима Баната, Бачке и Барање који су признати као део Краљевине Срба, Хрвата и Словенаца, живело је 1.365.596 становника, од којих 29% Срба, 27,7% Мађара, 23,8% Немаца, као и припадници других народа.

## Установе
Велики Народни Савет (парламент) покрајине бројао је 50 чланова, од којих 35 Срба, 8 Буњеваца, 5 Словака, 1 Крашована и 1 унијатског свештеника.
У надлежности народне управе (владе) покрајине налазили су се следећи одсеци: политички послови, унутрашњи послови, правосуђе, просвета (школа и црква), финансије, саобраћај, привреда, прехрана и снабдевање, социјалне реформе, народно здравље и народна одбрана.

## Званичници
- Др Јован Лалошевић, председник Народне управе (владе), повереник за политичке послове и привремени повереник за просвету,
- Петар Коњовић, заменик председника Народне управе,
- Јован Храниловић, привремени председник Великог Народног Савета,
- Др Славко Милетић, председник Великог Народног Савета,
- Др Јован Латинчић, потпредседник Великог Народног Савета,
- Др Игњат Павлас, повереник за унутрашње послове,
- Др Аугуст Рат, повереник за правосуђе,
- Др Владислав Манојловић, повереник за финансије,
- Стеван Славнић, повереник за саобраћај,
- Мита Клицин, повереник за привреду,
- Др Коста Поповић, повереник за прехрану и снабдевање,
- Душан Тушановић, повереник за социјалне реформе,
- Др Лаза Марковић, повереник за народно здравље,
- Душан Попов, повереник за народну одбрану.